# Alkoholowe stłuszczenie wątroby
Alkoholowe stłuszczenie wątroby – przewlekła choroba wątroby polegająca na gromadzeniu we wnętrzu hepatocytów kropel tłuszczu. Jest spowodowana nadużywaniem alkoholu.

## Epidemiologia
Choroba występuje u 35% ludzi nadużywających alkoholu.

## Etiopatogeneza
Alkohol wpływa na czynność wątroby na drodze różnych mechanizmów:
1. Bezpośredni wpływ toksyczny i metaboliczny alkoholu na komórki wątrobowe:
  - zaburzenia układu redukcyjno-oksydacyjnego
  - stres oksydacyjny – nasilona peroksydacja lipidów
  - niedotlenienie zrazików
  - wpływ aldehydu octowego na białka
2. Aktywacja komórek Kupffera-Browicza związana z produkcją cytokin prozapalnych.
3. Aktywacja komórek Kupffera-Browicza w przestrzeniach Dissego powodująca włóknienie.

Ponadto, na rozwój schorzenia ma wpływ:
- predyspozycja genetyczna - płeć i polimorfizm:
  - dehydrogenazy alkoholowej (ADH)
  - CYP2E1
  - dyhydrogenazy aldehydu octowego
  - TNF
- dieta - otyłość, gorsze odżywianie, nadmiar pokarmu
- współistniejące choroby wątroby

## Objawy
Zazwyczaj przebiega bezobjawowo. Niekiedy występują niespecyficzne dolegliwości bólowe pod prawym łukiem żebrowym. Czasami hepatomegalia.

## Rozpoznanie
Chorobę potwierdza:
- dodatni wywiad w kierunku spożywania alkoholu
- podwyższone stężenie GGTP
- w USG wątroby wzmożona echogeniczność

### Badania pomocnicze
- badania laboratoryjne:
  - makrocytoza - zwiększenie MCV
  - niekiedy zwiększenie aktywności AlAT i AspAT (wskaźnik de Ritisa >2)
- badanie histopatologiczne:
  - stłuszczenie wielkokropelkowe hepatocytów
  - zwyrodnienie balonowate hepatocytów
  - ciałka Mallory’ego

### Rozpoznanie różnicowe
Inne przyczyny stłuszczenia wątroby:
- leki:
  - antybiotyki: tetracyklina, bleomycyna, puromycyna
  - cytostatyki: metotreksat, L-asparaginaza
  - witaminy: witamina A w dużej dawce
  - inne: amiodaron, estrogeny, kortykosteroidy, hydrazyna, salicylany, walproinian sodu, warfaryna
- substancje chemiczne:
  - chlorowane węglowodory
  - czterochlorek węgla
  - dwusiarczek węgla
  - fosfor
  - sole baru
- α-amanityna
- otyłość
- głodzenie
- kwashiorkor
- cukrzyca
- nadczynność kory nadnerczy
- niedobór cynku
- długotrwałe żywienie pozajelitowe
- hiperlipidemia
- choroby trzustki
- resekcja jelita
- zespolenia jelitowe
- zespół złego wchłaniania
- celiakia
- wrzodziejące zapalenie jelita grubego
- choroba Crohna
- abetalipoproteinemia
- lizosomalne choroby spichrzeniowe
- wrodzone zaburzenia cyklu mocznikowego
- wirusowe zapalenie wątroby
- zespół Reye’a
- powikłania ciąży

## Leczenie
Abstynencja alkoholowa.

Należy także stosować dietę ubogotłuszczową.

## Rokowanie
Przy całkowitej abstynencji alkoholowej - dobre.